# CCT8
La subunidad theta de la proteína 1 del complejo T es una proteína que en humanos está codificada por el gen CCT8 . La proteína CCT8 es un componente del complejo TRiC .